# Anne Teresa De Keersmaeker
Œuvres principales
Fase
Rosas danst Rosas
Just Before
Drumming
Rain
Once
(But If a Look Should) April Me
D'un soir un jour 
Cesena
Anne Teresa De Keersmaeker, née le 11 juin 1960 à Malines en Belgique, est une danseuse et chorégraphe belge flamande. Elle est une figure majeure de la danse contemporaine belge et mondiale,,. Elle s'est imposée au début des années 1980 en renouvelant les liens entre danse et musique. En 1983, elle crée la compagnie Rosas au sein de laquelle elle développe son langage chorégraphique propre avec plus de soixante chorégraphies à son actif à ce jour[Quand ?]. Anne Teresa De Keersmaeker assure la direction chorégraphique du théâtre de la Monnaie à Bruxelles de 1992 à 2007. En 1995, elle fonde P.A.R.T.S., une école de danse contemporaine reconnue internationalement.

## Biographie

### Famille et formation
Anne Teresa De Keersmaeker passe son enfance avec ses deux sœurs à Wemmel en Belgique. Son père est fermier et sa mère professeure,. Elle fait ses études secondaires à Bruxelles, où elle commence par faire de la musique (de la flûte traversière qu'elle pratique toujours). À l'âge de dix ans, elle prend ses premiers cours de danse .
Elle suit ensuite des cours de ballet classique à l'École Lilian Lambert de Bruxelles où elle fait la connaissance de ses futurs partenaires de création artistique Michèle Anne De Mey et son frère le musicien Thierry De Mey. Pendant sa formation de 1978 à 1980 à l'École Mudra (fondée par Maurice Béjart) elle assiste entre autres aux cours du musicien et pédagogue Fernand Schirren qu'elle avait rencontré plus tôt chez Lambert. Fernand Schirren constitue une personne essentielle dans son apprentissage de l'analyse musicale, de la structure, et du rythme. C'est à Mudra qu'elle fait la rencontre de Fumiyo Ikeda qui sera l'une de ses interprètes les plus proches.
Elle part ensuite deux ans aux États-Unis, sur une bourse de la Fondation belge de la vocation, pour étudier à la Tisch School of the Arts de l'université de New York où elle découvre la danse postmoderne américaine,. Durant cette période américaine, elle suit les cours de l'Experimental Theater Wing et du Department of Performance Studies, et est en contact avec de nombreux mouvements artistiques new-yorkais. Elle réalise sa première chorégraphie à l'âge de vingt ans, Asch, pièce pour deux danseurs.

### Débuts chorégraphiques
La découverte de la musique de phase, dite musique minimaliste, de Steve Reich que lui avait fait découvrir Thierry Demey,, est décisive dans l'orientation de ses compositions chorégraphiques. Ainsi, après avoir obtenu un vif succès avec sa pièce Fase (1982), un duo inspirée des compositions Violin Phase (1967), Piano Phase (1967), Come Out (1966) de Steve Reich, Anne Teresa De Keersmaeker crée la Compagnie Rosas en 1983. Fase deviendra une pièce essentielle du répertoire contemporain et toujours dansée ponctuellement par De Keersmaeker vingt-cinq ans plus tard.
Rosas danst Rosas est créé le 6 mai 1983 au théâtre de La Balsamine de Bruxelles puis est présenté la même année lors du festival d'Avignon. C'est une pièce pour quatre danseuses, en quatre mouvements, dont le titre fait référence à Gertrude Stein. Les pièces Fase et Rosas danst Rosas seront fortement soutenues par Hugo De Greef, fondateur du Kaaitheater, qui la fait entrer dans le réseau de financement institutionnel et lui permet de subvenir aux productions de sa jeune compagnie par le Théâtre de la Ville à Paris, le Hebbel Theater de Berlin, le Festival d'Avignon, et la Brooklyn Academy of Music de New York qui co-produisent et programment ses créations.
L'ensemble de l’œuvre d'Anne Teresa De Keersmaeker est dès lors intimement liée à une utilisation presque radicale de la musique (qu'elle soit classique, contemporaine, jazz, musique du monde, folk musique) comme support premier de son discours chorégraphique énergique, rigoureux, souvent épuré mais malgré tout très émotionnel. Sa danse se développe ainsi sur des bases de géométries scéniques (cercles, courtes spirales, diagonales impeccables) et sonores extrêmement strictes, et en adéquation permanente. La musique est très souvent jouée en direct lors des représentations notamment par l'Ensemble Ictus avec lequel la compagnie collabore étroitement. Ces spectacles s'affrontent aux structures musicales et aux partitions de toutes les époques de la musique ancienne à la musique contemporaine

### Compagnie Rosas et P.A.R.T.S.
Avec les succès des premiers ballets, Anne Teresa De Keersmaeker fonde la Compagnie Rosas en 1983 avec trois autres danseuses : Michèle Anne De Mey, Fumiyo Ikeda et Adriana Boriello. Sa pièce Elena's Aria (1983) débute par une lettre extraite de Guerre et Paix de Léon Tolstoï, suivi d'un extrait de L'Opéra de quat'sous de Bertolt Brecht et d'un passage de L'Idiot de Fiodor Dostoïevski : les textes lus par les danseuses ont – un temps – remplacés la musique, la lecture devenant un geste dansé. En 1988, sa pièce Ottone Ottone est défendue par Gerard Mortier qui la programme à La Monnaie de Bruxelles. Après ce premier contact avec l'institution bruxelloise et une période de transition due au départ de Maurice Béjart, elle est choisie par le nouveau directeur Bernard Foccroulle comme compagnie résidente La Monnaie en 1992.
En 1995, De Keersmaeker crée P.A.R.T.S. (Performing Arts Research and Training Studios) en étroite collaboration avec La Monnaie, afin de théoriser et transmettre son langage chorégraphique. Elle justifie cette démarche également par la volonté de combler le vide laissé par le départ de Béjart pour Lausanne. Pour cet enseignement, elle obtient la participation de Fernand Schirren, comme professeur de rythme.
Après des créations incorporant dans ses spectacles des aspects plus théâtraux, comme Just Before (1997) qu'elle écrit en collaboration avec sa sœur Jolente De Keersmaeker, ou des vidéos comme Erwartung (1995), Anne Teresa De Keersmaeker fait un retour à la danse pure avec la pièce Drumming en 1998 , Rain en 2001. Suivront des créations plus intimistes où Anne Teresa De Keersmaeker est seule sur scène comme pour Once (2002) sur la musique de Joan Baez, ou accompagnée de quelques danseurs comme pour Desh et Raga for the Rainy Season (2005) utilisant la musique traditionnelle indienne et le chef-d'œuvre de John Coltrane, A Love Supreme.
À partir de 2001, Anne Teresa De Keersmaeker remet Rosas danst Rosas au répertoire de la compagnie dans une nouvelle version qui est depuis dansée régulièrement par treize interprètes différentes. Cette approche marquera alors des variations occasionnelles des ballets de son répertoire.
En 2002, Thierry De Mey réalise, pour les vingt ans de la compagnie, une version cinématographique de Fase, puis, en 2004, il réalise un film original sur les dix pièces composant l'ensemble Counter Phrases.
En 2004, elle met en scène l'opéra Hanjo du japonais Toshio Hosokawa, au Festival d'Aix-en-Provence et déclare : « Il y a dans cette musique, un rapport de connivence aussi étroit entre le son et le silence qu'il y en a, pour moi, entre le mouvement et l'immobilité. J'y vois aussi une très grande économie de moyens, un désir d'austérité, de lenteur ». Ce désir d'austérité et une sècheresse apparente qui cherchent cependant « à faire jaillir la vie » sont depuis le début des années 1980 les marques d'identités d'Anne Teresa De Keersmaeker.
En 2008, à la suite du départ de nombreuses danseuses de la compagnie et du recrutement d'une nouvelle génération de jeunes danseurs conjugué à une absence d'inspiration musicale, elle réalise un « virage » dans son processus de création en écrivant une pièce, The Song, bâtie autour du silence et de quelques bruitages dont la structure repose autour de l'espace scénique, des lumières et du seul mouvement des corps.
En 2010 et 2011, elle crée un diptyque chorégraphique, jouant avec la lumière et le temps, composé des spectacles En attendant (2010) et Cesena (2011) présentés dans le cloître des Célestins lors des deux éditions du Festival d'Avignon. La même année une œuvre d'Anne Teresa De Keersmaeker est dansée par une autre compagnie que la sienne avec l'entrée au répertoire du ballet de l'Opéra de Paris de Rain grâce à la persuasion et à l'insistance de sa directrice Brigitte Lefèvre. Pour la saison 2011-2012, elle est artiste-associée du Centre culturel de Belém de Lisbonne.
En 2015, sur une invitation de la curatrice Elena Filipovic, Anne Teresa De Keersmaeker crée l'exposition de danse Work/Travail/Arbeid au centre d'art contemporain Wiels de Bruxelles. La pièce chorégraphique, écrite pour quatorze danseurs et six musiciens, dure neuf jours : avec cette performance artistique la danse se fait œuvre d'art qui s'expose au musée  ; une nouvelle édition de Work/Travail/Arbeid est présentée l'année suivante au Centre Pompidou à Paris. En 2017, elle chorégraphie une pièce pour cinq danseurs sur les Suites pour violoncelle seul de Bach avec Jean-Guihen Queyras.
Le festival d'automne à Paris lui dédie un portrait en 2018, présentant spectacles, rencontre, performance participative.
En 2019, elle réalise à la demande du metteur en scène flamand Ivo van Hove une nouvelle chorégraphie pour la comédie musicale West Side Story recréée à Broadway
En 2020, à l'approche de ses soixante ans et en écho à Fase, elle réalise une nouvelle chorégraphie solo sur les Variations Goldberg de Bach, accompagnée par Pavel Kolesnikov au piano.
Le quotidien De Standaard publie en 2022 une enquête dans laquelle le comportement autoritaire d'Anne Teresa De Keersmaeker est dénoncé,.

### Vie privée
Anne Teresa De Keersmaeker est mère de deux enfants.

## Liste des chorégraphies
Pour en savoir plus sur les chorégraphes d'Anne Teresa De Keersmaeker, vous pouvez consulter le site de Rosas
- 1980 : Asch
- 1982 : Fase, four movements to the music of Steve Reich
- 1983 : Rosas danst Rosas
- 1984 : Elena's Aria
- 1986 : Bartók/Aantekeningen
- 1987 : Verkommenes Ufer/Medeamaterial/Landschaft mit Argonauten
- 1987 : Bartók/Mikrokosmos
- 1988 : Ottone Ottone
- 1990 : Stella
- 1990 : Achterland
- 1992 : Erts
- 1992 : Mozart/Concert Aria's
- 1992 : Die grosse Fuge pour 8 danseurs (Opéra National de Lyon, 2006)
- 1993 : Toccata
- 1994 : Kinok
- 1994 : Amor constante, más allá de la muerte
- 1995 : Erwartung
- 1995 : La Nuit transfigurée
- 1996 : Woud
- 1997 : 3 Solos for Vincent Dunoyer
- 1997 : Just Before
- 1998 : Duke Blue-Beard's Castle
- 1998 : Drumming
- 1999 : I Said I
- 1999 : With/For/By
- 1999 : Quartett
- 2000 : In Real Time en collaboration avec Tg STAN et Aka Moon
- 2001 : Rain[27]
- 2001 : Small Hands (Out of the Lie of No)
- 2002 : Once
- 2002 : Repertory Evening 2002
- 2002 : (But If a Look Should) April Me
- 2003 : Bitches Brew
- 2003 : Takoma Narrows
- 2004 : Counter Phrases
- 2004 : Kassandra en collaboration avec Jolente De Keersmaeker
- 2005 : Desh en collaboration avec Salva Sanchis
- 2005 : Raga for the Rainy Season/A Love Supreme
- 2006 : D'un soir un jour
- 2006 : Bartók / Beethoven / Schönberg Repertory Evening[27]
- 2006 : Steve Reich Evening reprenant des parties de Fase et de Drumming avec deux créations originales
- 2007 : Keeping Still
- 2008 : Zeitung dédié à Gérard Violette
- 2009 : The Song
- 2010 : 3Abschied en collaboration avec Jérôme Bel
- 2010 : En atendant
- 2011 : Cesena
- 2013 : Partita 2 en collaboration avec Boris Charmatz et Amandine Beyer
- 2013 : Vortex temporum
- 2014 : Twice
- 2014 : Verklärte Nacht
- 2015 : Golden Hours (As You Like It)
- 2015 : Work/Travail/Arbeid (exposition chorégraphique)
- 2015 : My Breathing Is My Dancing
- 2015 : Die Weise von Liebe und Tod des Cornets Christoph Rilke en collaboration avec Michaël Pomero et Chryssi Dimitriou
- 2017 : Così fan tutte (opéra de Mozart) chorégraphié pour l'Opéra de Paris[27]
- 2017 : Mitten wir im Leben sind/Bach6Cellosuiten, avec Jean-Guihen Queyras
- 2017 : Zeitigung en collaboration avec Louis Nam Le Van Ho et Alain Franco
- 2018 : The Six Brandenburg Concertos
- 2019 : The Dark Red Research Project
- 2019 : Brancusi
- 2020 : The Goldberg Variations, BWV988 avec Pavel Kolesnikov et Alain Franco
- 2020 : 3ird5 @ W9rk, en collaboration avec Radouan Mriziga
- 2020-21-22 : Dark Red Project
- 2022 : Mystery Sonatas / for Rosa en collaboration avec Amandine Beyer
- 2022 : Forêt en collaboration avec Némo Flouret dans le cadre du Festival d'Automne
- 2023 : Exit Above - After the tempest / Après la tempête / Naar de storm
- 2024 : Il Cimento dell’Armonia e dell’Inventione, en collaboration avec Radouan Mriziga[28]

## Filmographie
La filmographie d'Anne Teresa De Keersmaeker comporte les films et documentaires originaux suivant, :
- 1985 : Répétitions par Marie André, 43 min
- 1989 : Hoppla ! par Wolfgang Kolb, 52 min
- 1989 : Monoloog van Fumiyo Ikeda op het einde van Ottone, Ottone par Walter Verdin, Anne Teresa De Keersmaeker et Jean-Luc Ducourt, 6 min 23 sec
- 1991 : Ottone, Ottone (partie 1 et 2) par Walter Verdin et Anne Teresa De Keersmaeker, partie 1, 52 min et partie 2, 50 min
- 1992 : Rosa par Peter Greenaway, 16 min
- 1993 : Mozartmateriaal par Jurgen Persijn et Ana Torfs, 52 min
- 1994 : Achterland par Anne Teresa De Keersmaeker et Herman Van Eyken, 84 min
- 1996 : Tippeke par Thierry De Mey, 18 min
- 1997 : Rosas danst Rosas par Thierry De Mey, 57 min
- 2002 : Fase, Four Movements to the Music of Steve Reich par Thierry De Mey, 58 min
- 2005 : Counter Phrases, dix chorégraphies sur dix œuvres de musique contemporaine, par Thierry De Mey
- 2009 : Prélude à la mer, vidéo-chorégraphie de Thierry De Mey inspirée du ballet Prélude à l'après-midi d'un faune de Vaslav Nijinski
- 2012 : Rain par Olivia Rochette et Gerard-Jan Claes, 83 min

## Prix et distinctions

### Prix
- Deux Bessie Awards à New York en 1989 pour « Rosas danst Rosas » et en 1999 pour « l'ensemble de sa carrière et plus particulièrement pour Fase datant de 1982 »[31]. Deux autres Bessies Awards sont également décernés en 2002 pour le ballet Drumming (catégories interprète et scénographie)[32].
- Ève du Théâtre (1989)
- Prix de la danse du Japon pour Mikrokosmos (1989).
- London Dance and Performance Award à Londres pour Stella (1991)[33].
- Prix SACD de la Danse (1995)
- American Dance Festival Award (2011) récompensant l'ensemble de sa carrière[34].
- Grand Prix de la danse de Montréal (2012) pour sa contribution exceptionnelle à la danse.
- Praemium Imperiale (2025)[35]

### Distinctions
- Docteur honoris causa de l'université libre flamande de Bruxelles (1995) et de l'université catholique de Louvain[36] (2013).
- Octroi, par le Roi Albert II de Belgique, du titre de Baronne en Belgique (1996).
- Médaille de vermeil de la Ville de Paris (2002)[33].
- Octroi, par le Roi Albert II de Belgique, du titre de Doyen d'honneur du travail honoris causa (2002)
- Commandeur de l'Ordre des Arts et des Lettres (officier 2000, commandeur 2008)[1],[37].
- Membre de l'Académie des arts de Berlin (2010)[38]